# 1965 في تونس
فيما يلي قوائم الأحداث التي وقعت خلال عام 1965 في تونس.

## سياسة

### تعيين في المنصب
- 13 فبراير – محمد المصمودي سفير تونس في فرنسا.

### انتهاء فترة المنصب
- 15 فبراير – الصادق المقدم سفير تونس في فرنسا.

## مواليد

### يناير
- 1 يناير – لطفي بن علي
- 5 يناير – إلياس الجويني رياضياتي تونسي.[1]
- 18 يناير – نادية شعبان سياسية من تونس.

### فبراير
- 19 فبراير – صالح الجدي ممثل تونسي.

### أبريل
- 25 أبريل – نجم الدين الحمروني سياسي من تونس.

### يونيو
- 8 يونيو – نعمان الفهري سياسي من تونس.
- 24 يونيو – إبراهيم القصاص سياسي من تونس.

### يوليو
- 1 يوليو – محسن مرزوق سياسي تونسي.

### نوفمبر
- 3 نوفمبر – سامية عبو سياسية من تونس.
- 8 نوفمبر – أبو عياض التونسي زعيم تيار أنصار الشريعة في تونس.
- 16 نوفمبر – بوبكر الزيتوني لاعب كرة قدم تونسي.[2]
- 17 نوفمبر – مراد الصقلي سياسي من تونس.
- 23 نوفمبر – طارق معروفي

### ديسمبر
- 5 ديسمبر – عادل جفري ممثل فرنسي.[3]

## وفيات

### يناير
- 1 يناير – خير الله بن مصطفى (مواليد 1867) صحفي تونسي.
- 1 يناير – زين العابدين السنوسي (مواليد 1901) صحفي تونسي.

### يونيو
- 29 يونيو – الطيب المهيري (مواليد 1924) سياسي تونسي.